# Paneuritmia
Paneuritmia (búlgaro: Паневритмия) é um sistema de exercícios musicais físicos desenvolvido por Peter Deunov entre 1922 e 1944, focado em alcançar equilíbrio e harmonização internos. A ênfase dos exercícios está em dar e receber, com o objetivo de criar uma troca consciente com as forças da natureza. A paneuritmia é praticada tanto para a aptidão física quanto para o desenvolvimento espiritual

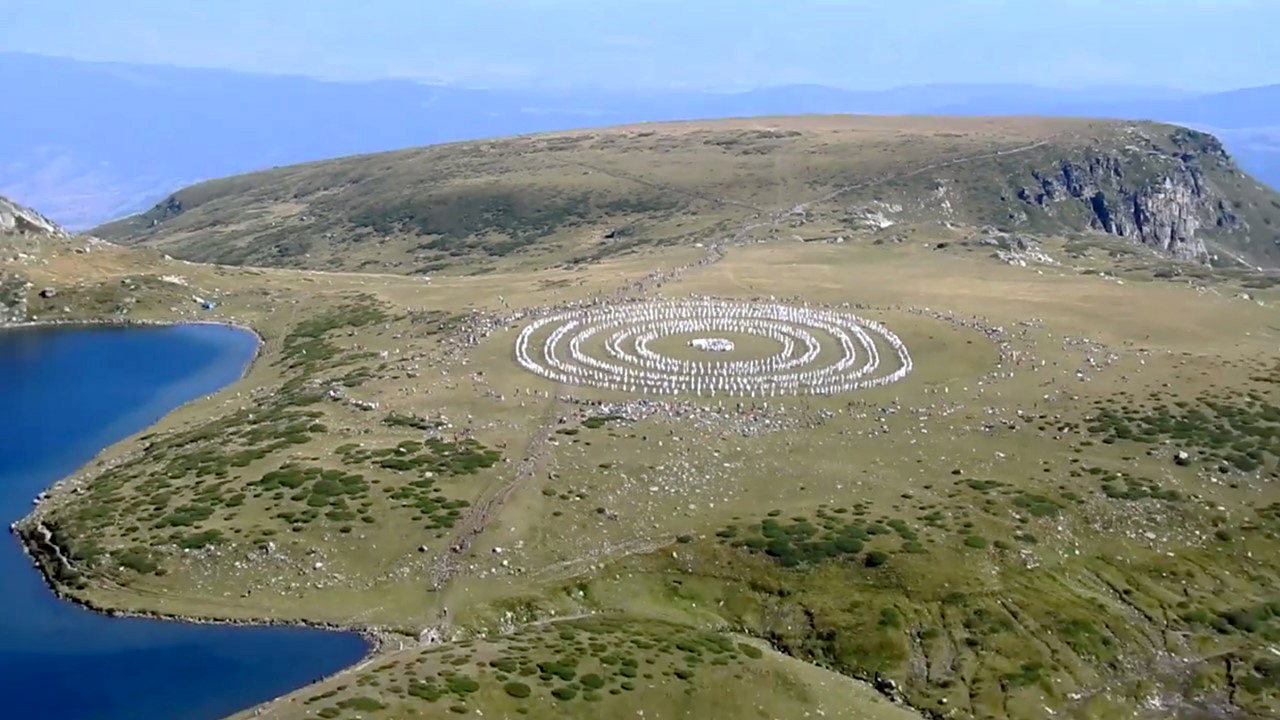
Paneuritmia nas montanhas de Rila, Bulgária

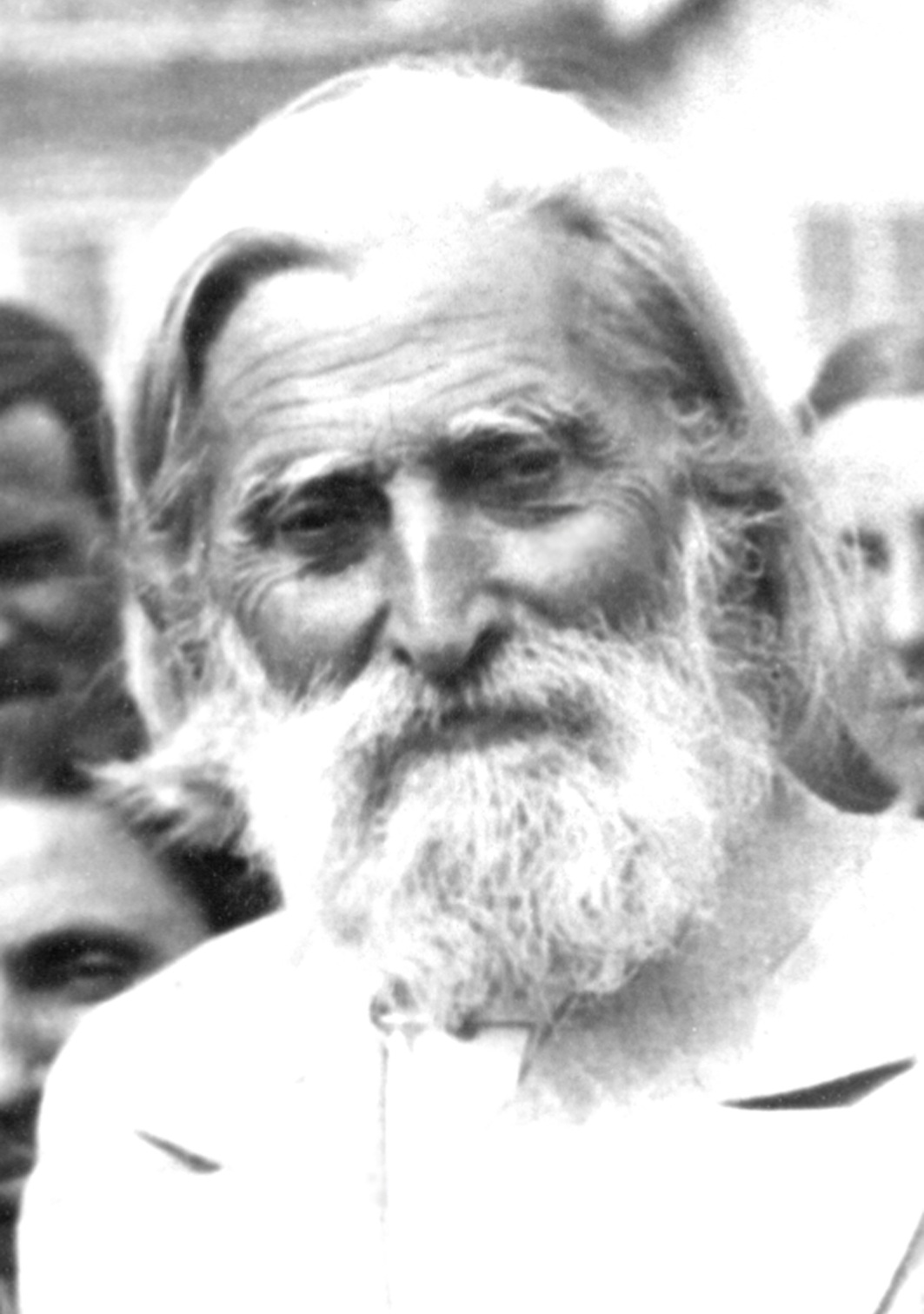
Peter Deunov, o fundador da paneuritmia

Etimologicamente, a paneuritmia é derivada de três raízes: Pan - significando o todo, tudo, o cósmico, significando Eu "verdadeiro" ou "supremo", essencial e ritmo - significando periodicidade e correção dos movimentos. O prefixo "pan" implica expressão de ritmo inato à natureza. Com base nessas raízes etimológicas, a paneuritmia se traduz diretamente no ritmo sublime cósmico.
O compositor da música e movimentos da paneuritmia, Peter Deunov (também conhecido como Beinsa Douno) desenvolveu os exercícios na década de 1930 na Bulgária em um processo adaptativo, excluindo alguns e adotando outros para descobrir sua forma ideal. Nas palavras de Deunov: “Atualmente, as figuras paneutítmicas têm apenas os contornos do movimento. Mais tarde, eles ganharão sua substância, seu significado principal e detalhes”
A ideia de viver em harmonia com a natureza é proeminente na prática da paneuritmia. Com base nas recomendações de Deunov, os exercícios paneurthythmic deveriam ser feitos no início da manhã e no exterior, de preferência em um prado verde, e eram mais eficazes na primavera, a partir de 22 de março. Na sua opinião, esse era o momento em que a natureza era mais receptiva e continha mais prana, ou energia viva que podia ser absorvida pelo corpo humano.
A paneutitmia também enfatiza a construção de uma nova cultura de amor, fraternidade e liberdade. Deunov acreditava que havia uma conexão direta entre pensamento e movimento, que através da harmonia entre música, movimento e ideias, a paneuritimia era capaz de promover forças criativas dentro da sociedade em geral.
Com o tempo, a paneuritmia atraiu a atenção de pessoas de diferentes culturas e nacionalidades, apesar do regime comunista de 40 anos na Bulgária que proíbe tais práticas. A dança coletiva nos Sete Lagos Rila, nas montanhas de Rila, de 19 a 21 de agosto, pode ser apontada como a maior reunião, com mais de 2000 praticantes participando por ano de vários países, incluindo França, Canadá, Itália, Ucrânia e Rússia.
A paneuritmia é composta de três partes: 28 exercícios, raios do sol e pentagrama, com cada exercício tendo um significado simbólico, expressando um pensamento, sentimento ou ação em particular.

## 28 exercícios
A primeira parte, 28 exercícios, é um conjunto de 28 exercícios realizados com um parceiro enquanto se move em círculo com os músicos e / ou cantores no centro do círculo. Cada um dos exercícios revela uma ideia expressa através do nome, dos movimentos e da música do exercício. Os dez primeiros exercícios, também conhecidos como O Primeiro Dia da Primavera, são realizados sequencialmente, sem pausa. Eles representam o despertar simbólico da alma, como a natureza é despertada na primavera. Na opinião de Deunov, o foco no movimento de cada exercício e as ideias associadas ao exercício foram essenciais para a execução correta dos exercícios. Ele acreditava que os exercícios tinham que ser realizados com ponderação e amor, e não mecanicamente.

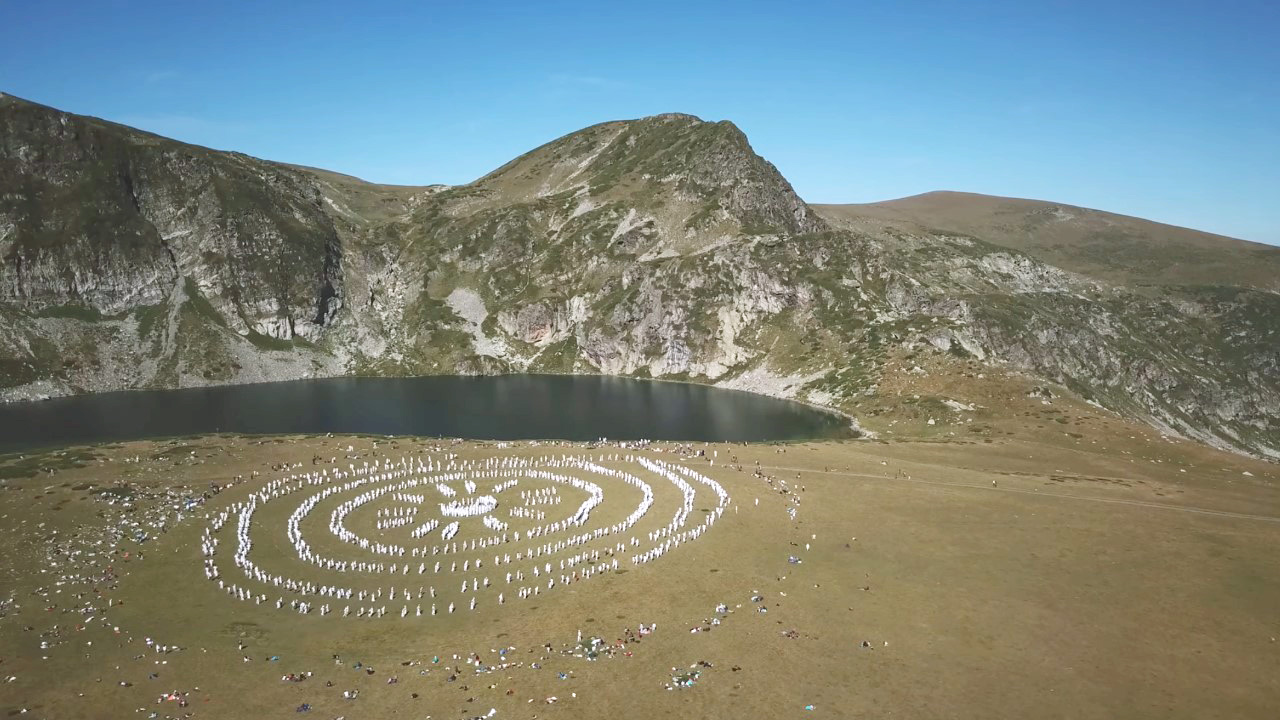
Paneuritmia nas montanhas de Rila - raios do sol

## Raios solares
Raios solares é uma composição realizada após os 28 exercícios. Os participantes, dispostos em pares, formam dois grupos: 12 raios para representar simbolicamente a abertura dos doze portões da vida, expressos através dos 12 signos do zodíaco, e um círculo externo em torno dos raios que representam a roda da vida. Atuando como raios, os 12 raios se aproximam do centro, simbolizando a recepção de forças vitais e depois retrocedem para infundir essas forças no círculo externo. No movimento a seguir, cada parceiro de um par realiza círculos em torno do outro. Esses movimentos representam estágios de desenvolvimento em que a humanidade está presa em um círculo de consciência material. O terceiro e o quarto movimentos simbolizam a libertação deste círculo e a alegria subsequente associada a essa liberação, expressa através do canto e palmas dos participantes.

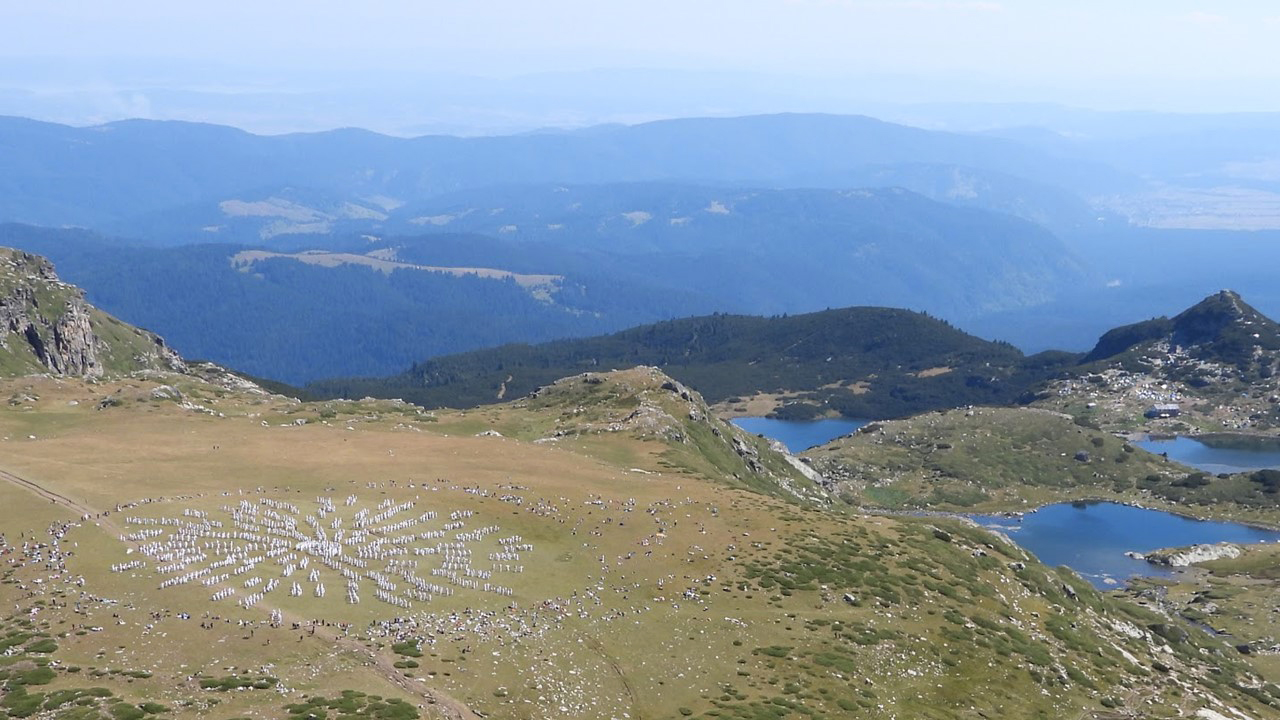
Paneuritmia nos Sete Lagos Rila - Pentagrama

## Pentagrama
A terceira parte da paneuritmia, Pentagrama, é uma representação simbólica do caminho da alma humana para a perfeição, com cada raio do pentagrama representando amor, sabedoria, verdade, justiça e virtude, respectivamente. O pentagrama também é uma metáfora para um homem cósmico em movimento, com os ápices sendo a cabeça, as duas mãos e os pés. O exercício é realizado com cinco pares de participantes que se deslocam e trocam de lugar, simbolizando que as virtudes positivas de um indivíduo devem estar em movimento para que as qualidades tenham efeito. Posteriormente, os participantes marcham para a frente, representando que a personificação das virtudes foi alcançada. Esses movimentos são repetidos cinco vezes.
No primeiro livro publicado sobre paneuritmia de 1938, os exercícios foram definidos principalmente como um método para manter a boa saúde - em particular, como um intercâmbio inteligente entre homem e natureza, com o objetivo de promover a saúde através de movimentos rítmicos e harmônicos, combinados com a música correspondente., concentração de pensamento e respiração correta. Devido à diversidade dos exercícios, teoriza-se que eles envolvem músculos e articulações para melhorar a locomoção e o equilíbrio do corpo humano. Vários estudos foram realizados para indicar possíveis efeitos positivos da prática nos participantes. Um estudo preliminar em 2004 relatou que a maioria dos participantes indicou uma melhora nos aspectos mentais, físicos e sociais de sua saúde, seguida por um estudo controlado em 2007, que indicou uma melhora significativa na qualidade de vida devido à melhora da saúde como resultado. de 6 meses de treinamento de paneuritmia. Outros estudos sugerem uma diminuição no estresse percebido e na resiliência do ego. A paneuritmia também foi estudada como um método potencial de educação física, com um estudo sugerindo melhorias significativas no equilíbrio, velocidade e agilidade, enquanto outro fornece uma análise comparativa da paneuritmia e da euritmia.